# リガトーニ

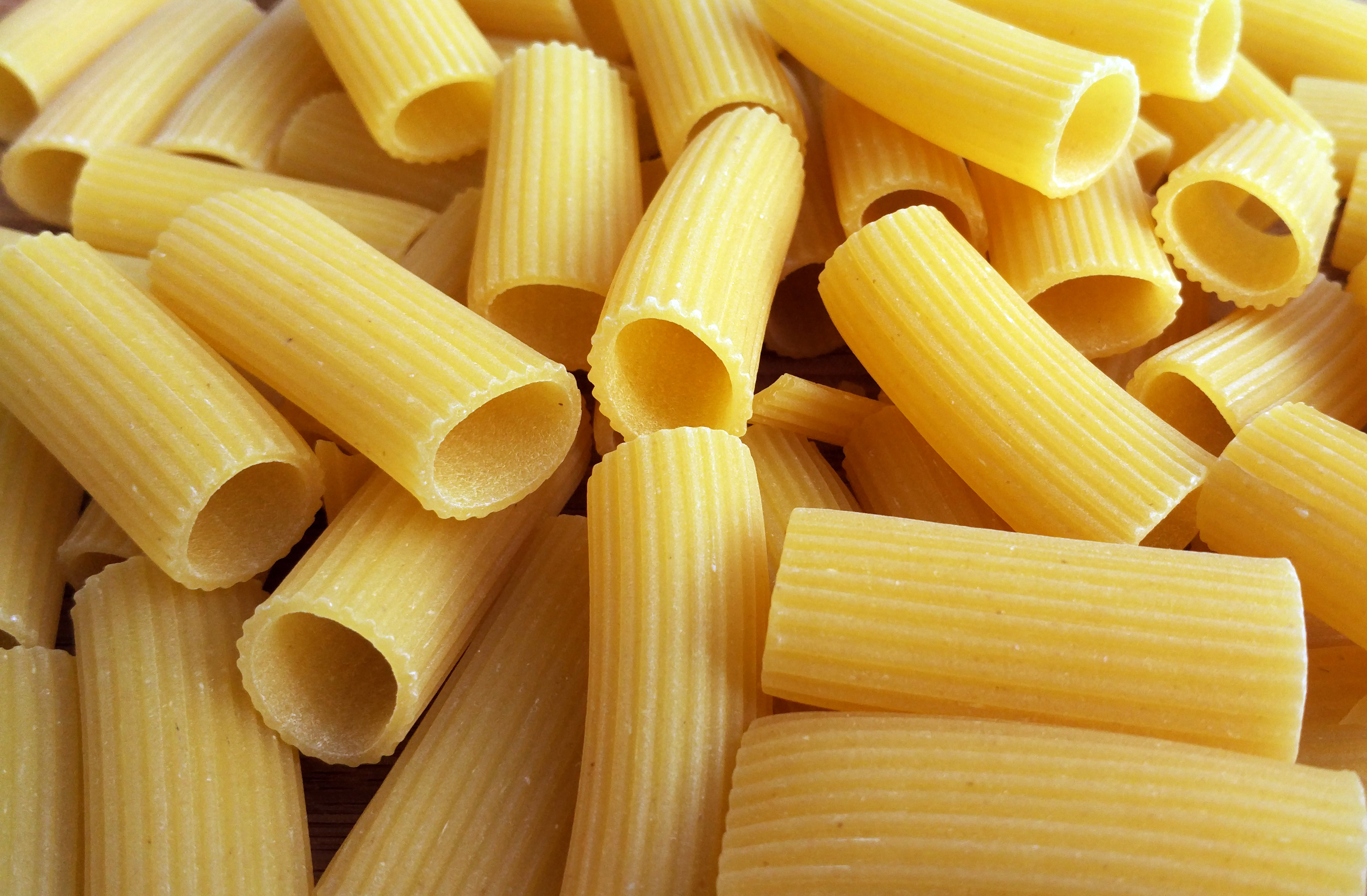
リガトーニの乾麺

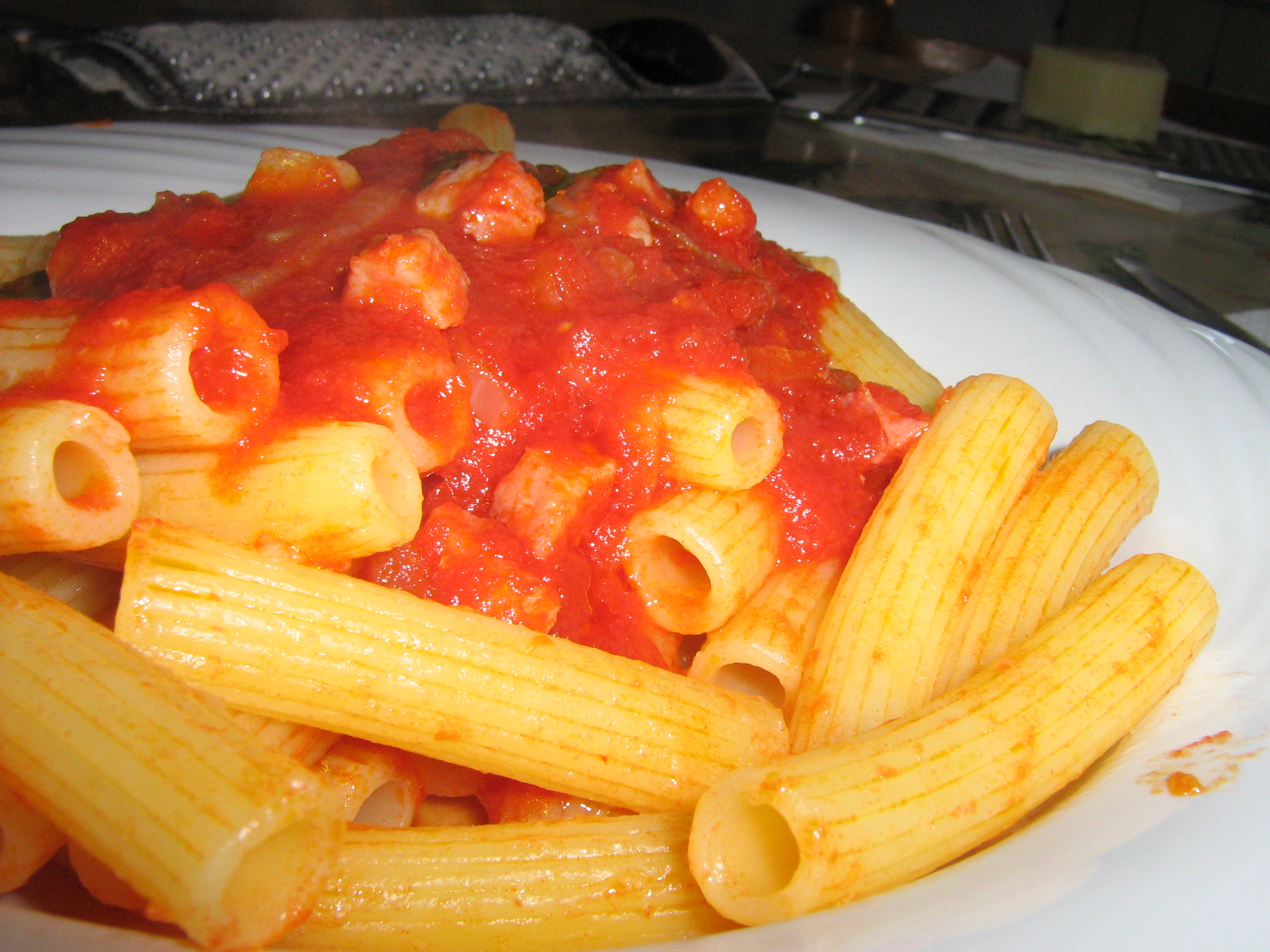
リガトーニのアマトリチャーナ

リガトーニ（伊: rigatoni）は、ショートパスタの一種。イタリア・カラブリア州発祥のパスタで、表面に筋が入った円筒形をしている。

## 概要
「線を引く」といった意味合いのある「rigare」が名称の語源となっている。円筒の直径は9ミリメートルから15ミリメートルほど。
円筒の内部、および筋の入った表面のどちらもソースと絡みやすいという特徴がある。

## ツィーティ・コルティ・リガーテ

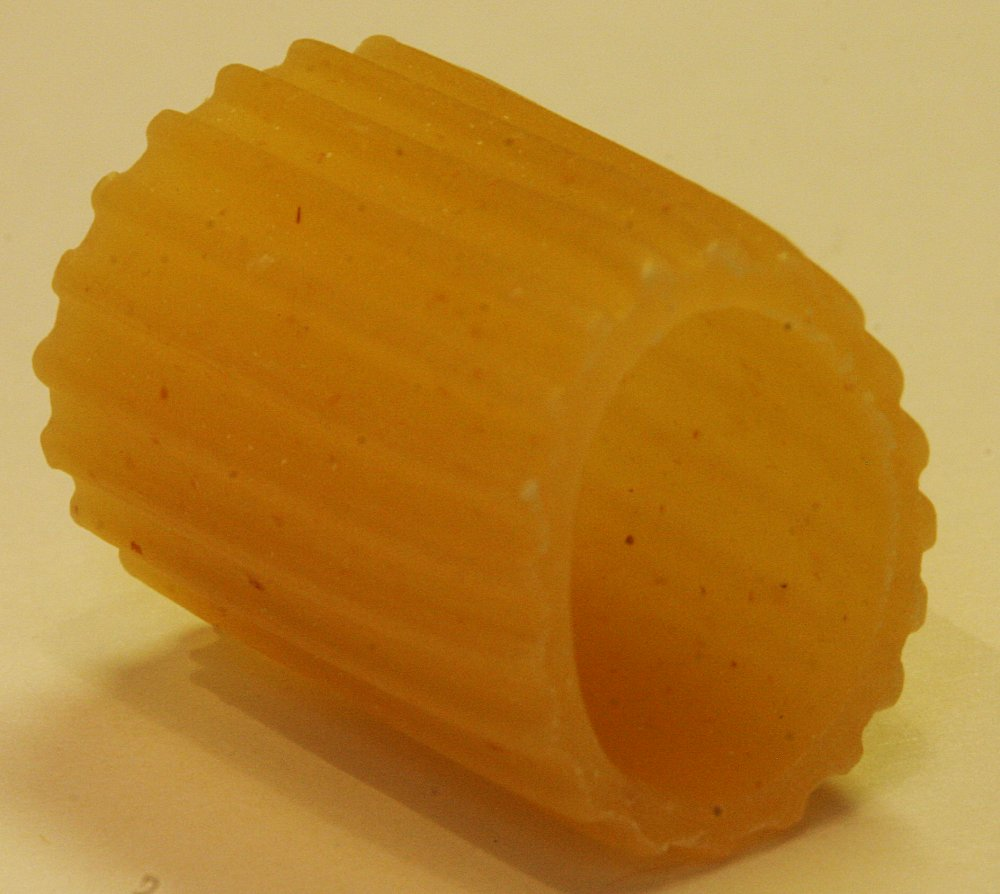
ツィーティ・コルティ・リガーテの乾麺

ツィーティ・コルティ・リガーテ（イタリア語: ziti corti rigate）はメッツィ・リガトーニ（伊: mezzi rigatoni）とも呼ばれるショートパスタは、いわばリガトーニの小型版のパスタである。リガトーニ同様にカリブリア州発祥とされる。
通常のリガトーニと比べると一般的には長さ、直径ともに半分くらい。

## ペンネ・リガーテ
ペンネ・リガーテ（イタリア語: penne rigate）はショートパスタの一種。円筒状のショートパスタであるペンネは両端がペン先のように斜めに切られているが、その表面にリガトーニ同様に筋を刻んだパスタである。
カンパニア州やシチリア州発祥とされる。